# Kalpanahalli, Bhadravati
Kalpanahalli là một làng thuộc tehsil Bhadravati, huyện Shimoga, bang Karnataka, Ấn Độ.